# Sonexay Siphandone
Sonexay Siphandone (tiếng Lào: ສອນໄຊ ສີພັນດອນ; sinh ngày 26 tháng 1 năm 1966) là chính trị gia người Lào và là đại biểu của Đảng Nhân dân Cách mạng Lào (LPRP). Ông hiện là Ủy viên Bộ Chính trị Đảng Nhân dân Cách mạng Lào, Thủ tướng Chính phủ nước Cộng hòa Dân chủ Nhân dân Lào
Ông là con trai của cựu Chủ tịch LPRP Khamtai Siphandon và là anh trai của Viengthong Siphandone.
Sonexay sinh năm 1966. Ông được bầu vào Ban Chấp hành Trung ương Đảng tại Đại hội đại biểu toàn quốc khóa VIII năm 2006, và Bộ Chính trị tại Đại hội đại biểu toàn quốc khóa X năm 2016. Ông là Phó Thủ tướng từ năm 2016 đến năm 2022.

### Chi tiết
1. ↑  https://truyenhinhnghean.vn/the-gioi/202301/chan-dung-tan-thu-tuong-lao-sonexay-siphandone-b1c47a6/ Chân dung Thủ tướng Lào Sanẽay Siphandone (Đài Truyền hình Nghệ An)
2. 1 2  https://kinhtexaydung.petrotimes.vn/tieu-su-thu-tuong-lao-sonexay-siphandone-703209.html Tiểu sử Thủ tướng Lào Sonexay Siphandone
3. ↑  Creak & Sayalath 2017, tr. 182.
4. ↑  "Lao Prime Minister retires, elects deputy prime minister to replace him". Vietnam Posts English (bằng tiếng Anh). ngày 30 tháng 12 năm 2022.